# M1 карабин
M1 карабин је амерички полуатоматски карабин калибра „.30 Carbine”. М1 карабин је настао током Другог светског рата и коришћен је у многим другим сукобима широм света. Овај карабин одликују мала тежина,једноставност коришћења и прецизност.
Током рата се показао као достојно оружје које носе артиљерци, командоси, падобранци и герилци, а веома често је био цењенији од аутомата.
Насупрот карабину М1, америчка војска је као службену пушку користила М1 Гаранд.

## Историја
Америчка војска је током 1938. размишљала о потреби да се такозвана друга линија тј. позадинске трупе наоружају јефтинијим и лакшим за коришћење, пиштољем или неким карабином за који није потребна специјална обука.
Током 1941. компанија Винчестер је направила нови метак познат као „.30 Carbine” тј. 7.62x33mm који је по карактеристима сличан муницији револвера Магнум. Нови метак је био знатно јачи од муниције коју је користио пиштољ М1911 али ипак доста слабији од метка пушке М1 Гаранд.
Фирма Винчесте је у новом калибру направила и нови лаки полуатоматски карабин.
Карабин М1 је био лагано и удобно оружје из којег се може пуцати једном руком попут пиштоља и такође је био лакши од свих осталих аутомата тог времена.
Чим се М1 карабин појавио на бојишту Другог светског рата, веома брзо је стекао огромну популарност због лаганости и доста боље прецизности у односу на аутомате, карабин М1 се показао као сјајно оружје за градску и герилску борбу на мањим удаљеностима.
Током 1944. се појавила и верзија М2 са могућношћу аутоматске паљбе и капацитета 30 метака. Произведено је укупно око 600.000 комада али се ова верзија никада није прославила као полуатоматски М1 карабин.
Током Корејског рата, карабини М1 су и даље коришћени где су се овог пута поново ефективно употребљавали у борбама против Северне Кореје.
Током Вијетнамског рата, карабине М1 су користиле снаге јужног Вијетнама у борби против својих сународника са севера.
Током 1943. и 1944, савезници су мањи број ових карабина испоручили четницима и партизанима.
Постоји и једна фотографија на којој се Драгољуб Михаиловић може видети како носи М1 карабин на леђима док разговара са народом.

## Галерија
- Че Гевара са карабином М2
- Амерички маринац са карабином М1
- Амерички војници са кинеским заробљеницима
- Амерички маринци у Сеулу
- М1 карабин на Иво Џими